# Frank Bainimarama
Commodore Josaia Voreqe "Frank" Bainimarama (født 27. april 1954) er en fijiansk militærofficer og politiker.
Frank Bainimarama begik statskup i 2000 og var landets præsident i flere måneder derefter. I 2006 begik han igen statskup og blev landets premierminister 5. januar 2007. Landets højesteret fastslog i 2009, at militærledelsen af landet var ulovlig, præsident Josefa Iloilo, som militæret havde bevaret som det nominelle statsoverhoved, ophævede formelt forfatningen og genudnævnte Bainimarama. Senere i 2009 blev Iloilo afløst som præsident af Epeli Nailatikau. Efter flere års forsinkelser blev der afholdt et demokratisk valg på Fiji den 17. september 2014. Bainimaramas parti FijiFirst vandt valget med 59,2% af stemmerne, valget blev anset som troværdige af internationale observatører.

## Reference
1. ↑  Navnet er anført på svensk og stammer fra Wikidata hvor navnet endnu ikke findes på dansk.
2. ↑  Navnet er anført på engelsk og stammer fra Wikidata hvor navnet endnu ikke findes på dansk.
3. ↑  "Fiji's president takes over power". BBC. 10. april 2009. Arkiveret fra originalen 13. april 2009. Hentet 15. september 2010.
4. ↑  Perry, Nick; Pita, Ligaiula (29. september 2014). "Int'l monitors endorse Fiji election as credible". Associated Press. Arkiveret fra originalen 21. september 2014. Hentet 25. september 2014.